# Старац и море
Старац и море је роман америчког књижевника Ернеста Хемингвеја. Роман је 1951. написан на Куби, а објављен је 1952. у САД. Овај кратки роман је Хемингвеју донео и Нобелову награду за књижевност 1954. године.
Тема романа је животна борба са којом се суочавају сви људи, али и склад и несклад човека са природом.

## Радња
Прича се дешава 1950. године у месту поред Хаване на обалама Атлантског океана. Прати старца Сантијага, искусног сиромашног рибара који живи од улова рибе, али дуго није имао среће на мору. Старцу је са мамцима и храном да преживи помагао дечак Манулин који је са старцем ишао задњих 40 дана у риболов пре него му је отац наредио да пређе код другог рибара због старчеве лоше среће. Након дугих 84 дана лошег улова, рибар Сантијаго одлучује да поново искуша срећу, али овог пута испловљава много даље него што је чинио до тада. Сасвим неочекивано, након што је већ почео да очајава, успева да улови рибу. Риба је била толико снажна да није могао никако да је повуче на горе. Због њене величине Сантијаго је не може извући на чамац и допушта да га риба одвуче далеко на пучину. Било је већ подне кад је загризла, али га то није бринуло пошто је знао да може и по ноћи може да се врати на обалу оријентишући се по светлима Хаване. Увелико је пала и ноћ, а риба је и даље неуморно вукла чамац, али старац, иако уморан и жедан и даље није одустајао. Мало пре него је свануо други дан на мору риба је почела да скреће на север, па се Сантијаго понадао да ће се риба уморити и вратити у Голфску струју ближе обали или да ће изронити. Сантијаго и поред грчева и усеклог ужета у руку није попуштао, баш као ни риба. Када је напокон накратко изронила видео је сабљарку која је пола метра била дужа од његовог чамца. Старац је приметио да риба губи снагу и успорава, али је умор стизао и њега, био је скоро два дана без сна, али није смео да дозволи себи да се успава како му риба не би побегла. Риба на крају посустаје и испливава на површину, а он је убада харпуном и убија. 
Након три дана борбе, успева да убије рибу, али убрзо се у близини чамца привучена крвљу појављује ајкула коју Сантијаго убија харпуном кад се приближила риби. Остатак дана су ајкуле настављале да долазе и гризу велике комаде са рибе. Бранио је улов ножем, а после и веслом, али није имао много успеха поред јата гладних ајкула. Увече кад је упловио у малу луку привезао је чамац, а кад је погледао рибу видео је главу и реп, остало су све појеле ајкуле. Након тога одлази у колибу, тако да није ни чуо дечака кад је ујутру дошао да га обиђе. Ујутру су се већ сви остали рибари скупили и дивили се дужини костура рибе која је била дуга око шест метара. Главу је дао једном рибару да је изреже за мамце, а дугачак кљун рибе је као сувенир поклонио дечаку.
Дечак му је обећао да ће му помоћи да обнови бродић и рибарски прибор и обећао му да ће од сад само са њим ићи у риболов јер се показао као најбољи.

## Ликови
Главни ликови у роману су старац Сантијаго и дечак Манолино.
Сантијаго је остарели искусни риболовац који живи у сиротињској колиби спавајући на новинама. Он већ 84 дана излази на море и враћа се без већег улова. Сви у насељу мисле да је старац „изгубио“ риболовачку срећу. Ноћу сања лавове и жали за временом када је био првак у обарању руку и врстан риболовац.
Манолино је једини прави Сантијагов пријатељ. Заједно су 40 дана ловили рибу, али како није било улова Манолинови родитељи су одлучили да га пошаљу на брод који има више среће. Дечак је изузетно волео старца и дивио му се.

## Позадина и публикација
Никада није написана добра књига која у себи има симболе који су унапред приспели и заглавили се ... Покушао сам да предочим правог старца, правог дечака, право море и праву рибу и праве ајкуле. Али ако бих их учинио довољно добрим и истинитим, они би значили много тога.

— Ернест Хемингвеј 1954.
Написано 1951. године, Старац и море је Хемингвејево последње дело објављено током његовог живота. Књига, посвећена Чарлију Скрибнеру и Хемингвејевом књижевном уреднику Максу Перкинсу, је истовремено објављена у облику књиге — са насловном илустрацијом његове младе музе Адријане Иванчич и црно-белим илустрацијама Чарлса Туниклифа и Рејмонда Шепарда – и представљена је часопису Лајф у издању 1. септембра 1952. године. Тираж првог издања књиге био је 50.000 примерака, и пет милиона примерака часописа је продато за два дана.
Старац и море постао је избор Клуба за књигу месеца, а његов успех је учинио Хемингвеја међународном славном личношћу. У мају 1953, новела је добила Пулицерову награду и посебно је цитирана када му је 1954. додељена Нобелова награда за књижевност коју је посветио кубанском народу. Старац и море се предаје у школама широм света и наставља да зарађује стране хонораре.

## Књижевни значај и критика
Неколико критичара примећује да Сантијаго потиче са Канарских острва и да његово шпанско порекло има утицаја на роман. „Сантијаго је Шпанац који живи на Куби“, коментарише Џефри Херлихи, и његова „шпанска природа је одсутна, али увек присутан фактор у роману.“ Након што је емигрирао на Кубу у својим 20-им, усвојио је кубанску одећу, склоност ка храни и „говори два дијалекта шпанског језика” Сваке ноћи Сантијаго сања о Шпанији, а ово „носталгично сећање — које је за Канарска острва, а не за Кубу — доказује резонантне утицаје његовог шпанског/канарског идентитета, стављајући у први план мигрантско искуство старца као скривену основу новеле. Његова биографија има много сличности са биографијом Грегорија Фуентеса, Хемингвејевог блиског познаника.
Грегорио Фуентес, за кога многи критичари верују да је инспирација за Сантијага, био је плавооки човек рођен на Ланзароту на Канарским острвима. Након што је са десет година отишао на море на бродовима који су пристајали у афричке луке, он је трајно емигрирао на Кубу када је имао 22 године. После 82 године на Куби, Фуентес је покушао да поврати своје шпанско држављанство 2001. године. Критичари су приметили да је Сантијаго такође имао најмање 22 године када је емигрирао из Шпаније на Кубу, и да је стога довољно стар да се сматра имигрантом — и странцем — на Куби.
Хемингвеј је испрва планирао да користи Сантијагову причу, која је постала Старац и море, као део интимности између мајке и сина. Односи у књизи повезани су са Библијом, коју је он назвао „Морска књига“. Неки њени аспекти појавили су се у постхумно објављеном Острвима у потоку (1970). Хемингвеј помиње искуство из стварног живота старог рибара сличног Сантијагу и његовом марлину у „На плавој води: Писмо Голфске струје“ (Esquire, април 1936).
Есеј Џозефа Валдмејра из 1957. „Confiteor Hominem: Религија човека Ернеста Хемингвеја“ представља повољно критичко читање романа – и оно које је утицало на каснију анализу. Валдмеир каже о поруци књиге:
Одговор претпоставља трећи ниво на коме се „Старац и море“ мора читати – као нека врста алегоријског коментара на сва његова претходна дела, помоћу којих се може утврдити да религиозни призвуци „Старца и мора“ нису својствени тој књизи међу Хемингвејевим делима, и да је Хемингвеј коначно предузео одлучујући корак у уздизању онога што би се могло назвати његовом филозофијом мушкости на ниво религије.
Један од најотворенијих критичара Старца и мора је Роберт П. Викс. Његово дело из 1962. „Лажност у Старцу и мору“ представља његов аргумент да је роман слабо и неочекивано одступање од типичног, реалистичког Хемингвеја (позивајући се на остатак Хемингвејевог дела као на „пређашњу славу“). Супростављајући овај роман Хемингвејевим претходним делима, Викс тврди:
Разлика, међутим, у ефикасности са којом Хемингвеј користи ову карактеристичну справу у свом најбољем раду и у Старцу и мору је очигледна. Белетристичко дело у којем је Хемингвеј посветио највише пажње природним објектима, Старац и море, употпуњено је изузетном количином лажирања, изванредним јер би се очекивало да нема нетачности, никаквог романтизирања природних објеката код писца који је мрзио В. Х. Худсона, а који није могао читати ни самог Тора, осуђивао Мелвилову реторику у Моби Дику, и кога су други писци, посебно Фокнер, критиковали због његове привржености чињеницама и његове неспремности да „измишља“.
Двајт Мекдоналд је у свом есеју из 1960. „Маскулт и средњи култ“ навео ову књигу као пример „мидкулта“, погубног културног производа који се налази између високе уметности и популарне забаве, написан у „лажној библијској прози“. Као и Викс, Мекдоналд је упоредио Старца и море неповољно са Хемингвејевим ранијим делима.